# Khsach Kandal
Khsach Kandal es uno de los once distritos que forman la provincia camboyana de Kandal, con una población estimada en marzo de 2008 de 117 322 habitantes. Está dividido en las siguientes  comunas (khum), que se muestran asimismo con población estimada de 2008:
- Bak Dav 3,594
- Chey Thum 5,404
- Kampong Chamlang 4,259
- Kaoh Chouram 4,482
- Kaoh Oknha Tei 5,023
- Preaek Ampil 10,339
- Preaek Luong 4,922
- Preaek Ta Kov 5,867
- Preaek Ta Meak 11,182
- Preah Prasab 8,450
- Puk Ruessei 11,022
- Roka Chonlueng 5,190
- Sanlung 7,404
- Sithor 6,527
- Svay Chrum 4,132
- Svay Romiet 4,831
- Ta Aek 2,560
- Vihear Suork 12,134[1]